# ガチャピン☆ボンバーマン
ガチャピン☆ボンバーマンは、ボンバーマンシリーズの一つ。通称「ガチャボン」。プラットフォームは携帯電話アプリ。ほかに、ニンテンドーDS用ソフト『ガチャピンチャレンジDS』の1モードにも「ガチャボン」が存在する。

## 概要
ガチャピンを主人公として作られたゲーム作品。スタンプなどの要素も加わっている。

## モード
ストーリーモードとVSモードの二つのモードが存在。

### ストーリーモード
階段にタッチすることでステージクリアとなる。
階段は、アイテムと同様にブロックを破壊することで出現する。

### VSモード
コンピューターを相手にするプレーヤーが最後の1人となることで勝利となる。
ただし、最後の1人となったすぐ後にプレーヤーも(「他の爆弾に巻き込まれる」「止み終っていない爆風に突っ込む」など)死んでしまうと、同時に死んだとされ、引分となる。

## スタンプ
ゲーム中に6つ存在し、取得条件はそれぞれ異なる。